# Dirty Work (film)
Dirty Work är en amerikansk komedifilm från 1998 i regi av Bob Saget.
I huvudrollerna ses Norm Macdonald, Artie Lange, Jack Warden och Traylor Howard, samt bland annat Adam Sandler i en cameoroll som Satan. Även om filmen i stort sett endast mottog negativa recensioner från kritikerna och inte heller blev någon kassasuccé, har den blivit en kultklassiker.[källa behövs] Artie Lange blev senare en regelbunden gäst på The Howard Stern Show, där filmen diskuteras emellanåt.

## Rollista (i urval)
- Norm Macdonald - Mitch Weaver
- Artie Lange - Sam McKenna, Mitchs kompis
- Jack Warden - Pops McKenna, Sams pappa
- Traylor Howard - Kathy, Mitchs kärleksintresse
- Chris Farley - Jimmy, Mitch och Sams kompis
- Christopher McDonald - Travis Cole
- Chevy Chase - Dr. Farthing, spelberoende hjärtkirurg

Cameoroller
- Don Rickles - Mr. Hamilton, teaterägare
- Rebecca Romijn - skäggig dam
- John Goodman - Borgmästare Adrian Riggins
- Adam Sandler - Satan
- Gary Coleman - Sig själv
- George Chuvalo - ring announcer
- David Koechner - Anton Phillips, bilförsäljare
- Jim Downey - hemlös man
- Fred Wolf - hemlös man
- Kevin Farley - teateranställd